# Baixa Normandia
A Baixa Normandia (em francês:  Basse-Normandie) foi uma das 26 regiões administrativas da França, hoje incorporada na Normandia.  Composta por três departamentos (Calvados, Orne e Mancha), ela corresponde à parte ocidental da antiga província da Normandia e do Condado do Perche.